# 트레이시 아놀드
트레이시 아널드(Tracy Arnold, 1962년 8월 11일 ~ )는 미국의 배우이다.
텍사스주 오스틴에서 태어났다. 《헨리: 연쇄살인범의 초상》(1986) 출연으로 가장 잘 알려져 있으며, 이 작품으로 인디펜던트 스피릿 어워드 여우조연상 후보에 올랐다.
다른 출연작으로 《공포의 에이리언》(1991), 《The Shot》(1996), 《The Other One》(2017) 등이 있다. 또한 NBC 드라마 《SOS 해상 구조대》(1991)에도 출연했다.

## 출연 작품

### 영화
- 헨리: 연쇄살인범의 초상 (1986)
- 공포의 에이리언 (1991)
- The Shot (1996)
- The Other One (2017)

### 텔레비전
- SOS 해상 구조대 (1991)